# OK Pan Århus

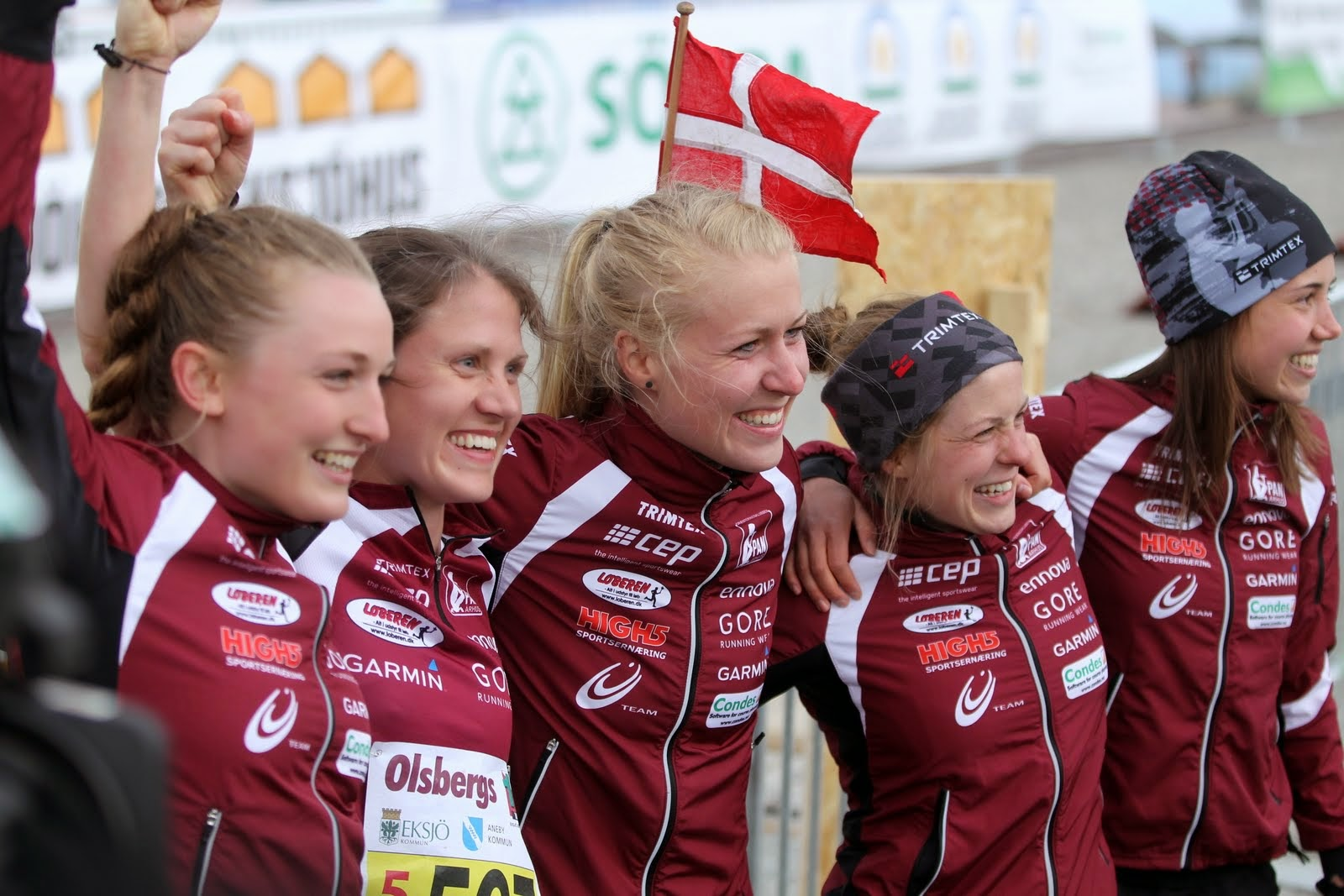
Die siegreiche Staffel OK Pans bei der Venla 2014.

Der Orienteringsklubben Pan Århus ist ein Orientierungslaufverein aus dem dänischen Aarhus.
Der Klub wurde am 23. Oktober 1946 gegründet und gilt damit als ältester reiner Orientierungslaufverein Dänemarks. Er gehört zu den führenden Orientierungslaufvereinen des Landes und erfolgreiche Athleten wie beispielsweise Mona Nørgaard, Søren Bobach und Ida Bobach gehörten und gehören diesem Klub an. Die Frauenstaffel OK Pans gewann 2013 und 2014 die Venla und 2014 die Tiomila.
Zusammen mit dem Silkeborg OK organisierte Pan die Weltmeisterschaften im Orientierungslauf 2006 in Dänemark.

## Bekannte Läufer
- Maja Alm (* 1988), seit 2012 bei Pan
- Claus Bloch (* 1977)
- Ida Bobach (* 1991), seit 2013 bei Pan
- Søren Bobach (* 1989)
- Emma Klingenberg (* 1992)
- Tue Lassen (* 1985)
- Mona Nørgaard (* 1948)
- Signe Søes (* 1983)